# Franklin Richards
Franklin Benjamin Richards, più noto semplicemente come Franklin Richards, è un personaggio dei fumetti creato da Stan Lee (testi) e Jack Kirby (disegni) e pubblicato da Marvel Comics. La sua prima apparizione avviene in The Fantastic Four Annual Giant-Size Special! n. 6 (1968).
È il figlio primogenito di Reed Richards e Susan Storm (rispettivamente Mister Fantastic e la Donna Invisibile dei Fantastici Quattro).
Nonostante la sua prima comparsa nel fumetto risalga al 1967, poiché nell'universo Marvel il tempo non scorre, viene generalmente rappresentato come un ragazzino di tredici o quattordici anni.

## Biografia del personaggio
Figlio di due supereroi di natura "paraumana", Franklin si è rivelato dotato di immensi superpoteri, in particolare telepatia, telecinesi e la capacità di alterare la realtà; le sue abilità sono talmente elevate da renderlo subito uno dei personaggi più potenti dell'universo Marvel, vale a dire un mutante che supera il livello omega. I suoi poteri sono talmente elevati da costituire spesso un ostacolo narrativo notevole, tanto che periodicamente viene "allontanato dalle scene" (in una occasione viene rapito dal nonno Nathaniel Richards e in un'altra viene addirittura privato dei suoi poteri, diventando un bambino normale).
È lui a creare una delle più complete realtà alternative della Marvel (La Rinascita degli eroi) nella quale rinchiude i propri genitori e altri supereroi per sottrarli alla morte alla fine della saga Onslaught.
Ha ereditato il suo secondo nome dalla Cosa, nei confronti del quale nutre un profondo legame affettivo al punto da considerarlo suo zio.

### Dark Reign
Durante Dark Reign Norman Osborn si reca da Reed Richards per comunicargli (con uno squadrone di H.A.M.M.E.R.) lo scioglimento forzato dei Fantastici Quattro, ma il gruppo è impegnato in un'altra dimensione e quindi Franklin e Valeria decidono di prendersi gioco di Norman. Dopo averlo fatto entrare, Franklin lo accoglie vestito da Uomo Ragno con delle pistole finte. A Osborn questo scherzo non piace per niente, quindi tira fuori una pistola e li insegue, venendo poi fermato dall'arrivo dei Fantastici Quattro. Norman punta una pistola contro Reed, ma Franklin gli spara alla spalla (e quindi pare essere ancora onnipotente, giacché a sparare un colpo vero è il suo giocattolo in plastica) ferendolo. Osborn fugge dicendo che ormai è lui ad essere a capo del governo e che Reed e gli altri non potranno più far niente per fermarlo.

## Poteri e abilità
Franklin è un mutante che supera il livello omega e possiede un potere talmente sconfinato da essere in grado di alterare la realtà: nella saga Onslaught crea addirittura un intero Universo per proteggere i suoi cari e con esso di fatto la vita, dimostrandosi dunque onnipotente, sebbene suo padre successivamente sopprima i suoi poteri. In diverse occasioni si è dimostrato un genio scientifico.
Oltre alla manipolazione molecolare e della realtà, Franklin ha vasti poteri psionici, che ha manifestato sotto forma di telepatia, telecinesi, esplosioni di energia, precognizione e viaggio astrale. È anche in grado di controllare le forze fondamentali dell'universo. Come mostrato in Fantastici Quattro 245, è in grado di domare i poteri dei genitori, della Torcia Umana e della Cosa con estrema facilità (contrasta facilmente il campo di forza di Sue e resiste senz'alcuno sforzo alle fiamme della Torcia Umana). Essendo ancora un bambino i suoi poteri sono limitati dalla sua volontà e rimane sconosciuto il livello che potrà raggiungere una volta adulto; è molto probabile, tuttavia, che raggiungerà livelli immensi, in quanto, in un'avventura in cui lui e i suoi parenti incontrano un Franklin già adulto, esso si dimostra in grado di distruggere due Celestiali per poi resuscitare Galactus, che diventa suo araldo, con cui sconfigge ulteriori Celestiali, i quali hanno affermato, senza remore, che il potere di Franklin è tranquillamente paragonabile al loro.
Inoltre, nell'universo di Terra-982, in cui Mayday Parker è sopravvissuta ed è diventata la supereroina Spider-Girl, Franklin, ormai adulto, è un membro del supergruppo dei Fantastici Cinque, col soprannome Psi-Lord, dotato di immensi poteri telepatici e telecinetici, che gli consentono di muovere gli oggetti, attaccare psionicamente e volare.
Per questi motivi, in termini di potenziale, Franklin è generalmente considerato tra gli esseri più potenti dell'intero Universo Marvel, con uno sconfinato potere, che si avvicina addirittura a quello degli esseri più potenti in assoluto, quali l’Arcano, il Tribunale Vivente, Molecola e Fenice Bianca Della Corona, a esclusione del Supremo, detentore di un potere per chiunque irraggiungibile.

## Altri media

### Marvel Cinematic Universe
- Nel ventottesimo film del Marvel Cinematic Universe Doctor Strange nel Multiverso della Follia (2022), una variante di Franklin Richards della Terra-838 viene solo menzionato e citato da suo padre Mister Fantastic.
- Franklin è per ora apparso come neonato e poi bambino di quattro anni nel trentasettesimo film dell'MCU I Fantastici Quattro - Gli inizi (2025), interpretato da Ada Scott. Si scopre che il personaggio proviene da un universo alternativo, catalogato come Terra-828, insieme ai suoi genitori, lo zio Johnny e la Cosa.